# 佩兰 (上比利牛斯省)
佩兰（法語：Peyrun，法語發音：[peʁœ̃]）是法国上比利牛斯省的一个市镇，位于该省北部，属于塔布区。

## 地理
佩兰（43°19'52"N, 0°11'23"E）面积4.01 平方千米，位于法国奧克西塔尼大區上比利牛斯省，该省份为法国西南部内陆省份，北至热尔省，西接大西洋比利牛斯省，南与西班牙接壤，东临上加龙省。
与佩兰接壤的市镇（或旧市镇、城区）包括：芒桑、布伊-佩勒伊、卡斯泰拉卢、雅克、拉梅阿克、莱斯屈里、圣瑟韦德吕斯唐。

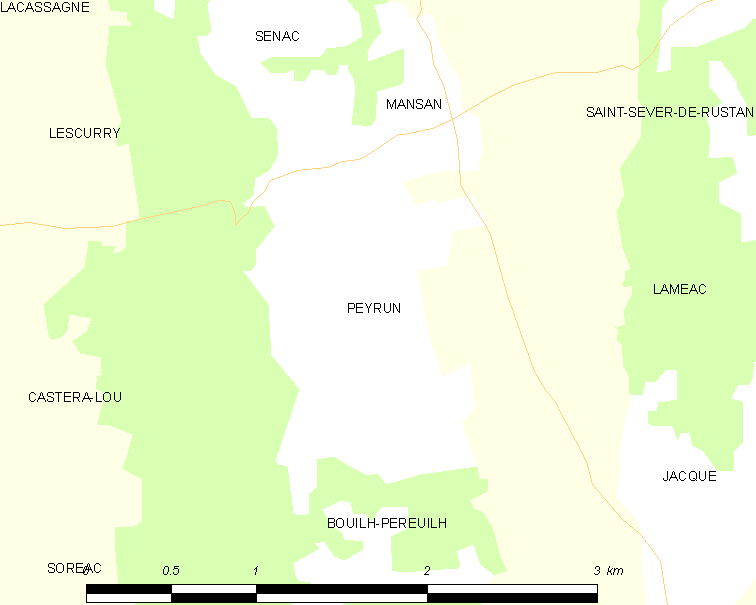
的OSM定位图

佩兰的时区为UTC+01:00、UTC+02:00（夏令时）。

## 行政
佩兰的邮政编码为65140，INSEE市镇编码为65361。

## 政治
佩兰所属的省级选区为阿杜尔河谷-吕斯唐-马迪拉奈县。

## 人口

1962-2008年间人口变化图示

佩兰于2022年1月1日时的人口数量为104人。